# Calathea humilis
Calathea humilis är en strimbladsväxtart som beskrevs av Spencer Le Marchant Moore. Calathea humilis ingår i släktet Calathea och familjen strimbladsväxter. Inga underarter finns listade.